# Jean-Luc Porquet
Pour les articles homonymes, voir Porquet.
Jean-Luc Porquet, né le 11 juin 1954, est un journaliste français.

## Biographie
Étudiant à l'Institut catholique d'arts et métiers de Lille, Jean-Luc Porquet « s'y ennuie dur » et lance à la fin de 1973, avec Jérôme Hue, Philippe Robinet et Jean-Yves Quinette, un périodique étudiant, Le Clampin libéré. L'année d'après il entre à l'École supérieure de journalisme de Lille (50e promotion). Les dessinateurs Phil Casoar et Cenvint rejoignent Le Clampin libéré, qui devient un « mensuel de contre-information » et ambitionne de réunir « la couverture du Parisien, l'information du Canard, l'humour de Charlie ». Après 37 numéros, sa parution s'arrête en décembre 1977.
Après une collaboration épisodique à Ouest-France, il rejoint en 1982 la rédaction d'Actuel, qu'il quitte pour écrire La Débine, un livre-reportage pour lequel il vit durant trois mois comme sans domicile fixe. 
Depuis 1994, il fait partie de la rédaction du Canard enchaîné. Il y tient une chronique intitulée « Plouf ! » qui traite de la technologie, de la mondialisation marchande et de l'écologie, tout en signant les critiques théâtrales,,.
En 2003, il publie Jacques Ellul, l'homme qui avait presque tout prévu, aux éditions Le Cherche midi. Le livre, actualisé en 2012, explique que  l'historien avait anticipé une grande partie des problématiques de notre époque, notamment écologiques.
En 2005, Jean-Luc Porquet est un des soutiens pour le recrutementen en tant que permanent de Christophe Nobili au Canard enchaîné.
En 2021, il publie Le grand procès des animaux pour lequel il remporte la première édition du prix lyonnais Lire pour Agir ainsi que le Prix des bibliothécaires qui récompensent des ouvrages traitant de la transition écologique. Le livre raconte notamment le procès des sangliers mais également d'autres animaux : le jury décidera d’en sauver un seul sur dix en fonction de leur utilité pour l'homme.

## Publications
- Le Boomerang, Hoëbeke, 1986. Avec la collaboration de Dominique Pouillet.
- La Débine, Flammarion, 1988.
- Le Faux Parler ou l'Art de la démagogie, Balland, 1992.
- La France des mutants, voyage au cœur du Nouvel Âge, Flammarion, 1994.
- Les Clandestins, enquête en France, en Chine et au Mali, Flammarion, 1997.
- Jacques Ellul, l'homme qui avait presque tout prévu, Le Cherche-midi. 2003, réédition actualisée 2012.
- Que les gros salaires baissent la tête !, Michalon, 2005.
- Le Petit Démagogue, La Découverte, 2007.
- Vive la malbouffe !, Hoëbeke, 2009. Avec Christophe Labbé, Olivia Recasens et Wozniak.
- (coord.) Les jours heureux, Le programme du Conseil national de la Résistance de mars 1944 : comment il a été écrit en mis en œuvre, et comment Sarkozy accélère sa démolition, La Découverte, 2010, actualisé en 2011.
- Jacques Ellul, la démesure technicienne, dans Radicalités, 20 penseurs vraiment critiques, L'Échappée 2013.
- Vive la malbouffe, à bas le bio !, Hoëbeke 2013. Avec Christophe Labbé, Olivia Recasens et Wozniak.
- Lettre au dernier Grand Pingouin, Verticales, 2016. Grand prix SGDL de la Non-Fiction 2017.
- Cabu, une vie de dessinateur, Gallimard, 2018[10].
- Le grand procès des animaux (illustré par Jacek Wozniak), éditions du Faubourg, 2021.

### Préfaces
- Préface de Le Bluff technologique de Jacques Ellul, Pluriel Hachette, 2004.
- Préface de Le Système technicien de Jacques Ellul, Le Cherche-midi, 2004.
- Préface de Vu de dos, trente ans de dessins plus que politiques de Cardon, L'Échappée, 2010.
- Préface de Les Jours heureux, de Citoyens résistants d'hier et d'aujourd'hui, La Découverte, 2010.
- Préface de Sarkozy, tu nous manques déjà !, de Cabu, Cardon, Delambre, Kerleroux, Pancho, Wozniak, JC Lattès, 2012.
- Préface de Chroniques du Nord sauvage, de Pierre Dubois, L'Échappée, 2012.
- Préface de Avenir radieux, une fission française de Nicolas Lambert, L'Échappée, 2012.
- Préface de Déviances et déviants dans notre société intolérante, de Jacques Ellul, Erès, 2013.
- Préface de Mais Monsieur Marcœur, comment se fait-il que vous ne soyez pas venu nous voir plus tôt ?!, d'Albert Marcœur, Plonk & Replonk, Plonk & Replonk éditeur, 2014.
- Préface de Vive le meilleur des mondes !, de Philippe Chambon, Hoebeke, 2016.